# Aritmogeometria
Per aritmogeometria si intende la sintesi fra aritmetica (scienza dei soli numeri) e geometria (scienza delle sole figure).
Se con il termine numero noi moderni intendiamo qualcosa di astratto, un contenuto della mente, Pitagora, al contrario, intendeva qualcosa di completo: la dimensione essenziale delle cose (non un ente di ragione).
In altri termini Pitagora non solo ridusse ogni rapporto spaziale a una dimensione numerica (come facciamo noi), ma assegnò anche un significato spaziale ai numeri. Ve ne sono così di triangolari, di quadrati, di rettangolari, di pentagonali (un residuo di questa dottrina rimane nelle espressioni matematiche relative al 'cubo' o al 'quadrato' di un numero).
L'equivalenza etimologica del termine calcolo (sassolino) con numero deriva proprio dall'uso pitagorico di operare con semplici pietruzze disposte a terra per formare i numeri: in questo modo le operazioni si tramutavano in spostamenti spaziali delle pedine, come su un pallottoliere. Il limite di quelle procedure consisteva nella difficoltà di effettuare operazioni con numeri molto grandi.